# Nims
Die Nims ist ein gut 61 km langer, orographisch linker Nebenfluss der Prüm in der Südeifel im rheinland-pfälzischen Eifelkreis Bitburg-Prüm.

## Geographie

### Nimsquelle
Über die Lage der Nimsquelle bei Weinsheim scheint Uneinigkeit zu bestehen.
Die amtliche Gewässerkarte legt sie an den Beginn des linken Oberlaufzweigs, der südlich des (auf einer älteren Karte Nimtzenberg genannten) Niesenbergs und nördlich des Ortes Baselt der Nachbargemeinde Fleringen seinen westlichen Lauf am Gewann Im Pfennigsbach auf etwa 517 m ü. NHN beginnt.
Lage der Nimsquelle bei Baselt
Mit diesem läuft nach etwa 0,7 km der mittlere Oberlaufzweig zusammen, der auf der amtlichen Gewässerkarte auffälligerweise die Bezeichnung Nimsquelle trägt und der nach der amtlichen topographischen Karte wohl an einer Quelle nördlich des Niesenbergs und am Südrand des Weinsheimer Industriegebietes oberhalb zweier Teiche auf etwa 512 m ü. NHN entspringt.
Lage der Nimsquelle am Industriegebiet
Daneben wird auch ein Brunnen am Nordwestrand des Dorfes Weinsheim an der Straße "Am Born" auf etwa 575 m ü. NHN  als Nimsquelle angesehen, unter diesem Namen auch auf der amtlichen topographischen Karte eingetragen. Eine ältere Karte  zeigt einen nicht an diesem Brunnen selbst, sondern wenig südöstlich von Weinsheim einsetzenden Bacharm aus dessen Richtung her, der auf heutigen Karten und Luftbildern nicht mehr als offener Lauf erkennbar ist und der dann mit dem mittleren Quellast zusammenfließt.
Lage der Nimsquelle Am Born
Die Länge der Nims wird hier aus der amtlichen Gewässerkarte übernommen, deshalb auch die dazu gehörende Quelllage bei Baselt.

### Verlauf
Die Nims entspringt – nach der amtlichen Gewässerkarte – auf einer Höhe von etwa 512 m ü. NHN südöstlich von Weinsheim nahe beim Ort Baselt der Nachbargemeinde Fleringen.
Sie verläuft auf großer Skala in südlicher Richtung durch ihr idyllisches Tal und mündet unterhalb von Irrel auf ungefähr 169 m ü. NHN von links in die Prüm.
Ihr etwa 61,4 km langer Lauf endet ca. 343 Höhenmeter unterhalb dieser Quelle, sie hat somit ein mittleres Sohlgefälle von ungefähr 5,6 ‰.

### Zuflüsse
Die einzigen beiden über 10 km langen Zuflüsse der Nims sind nacheinander der von links in Seffern mündende, 10,5 km lange Balesfelder Bach mit einem Einzugsgebiet von 15,5 km² und der von rechts südwestlich von Nattenheim mündende, 13,4 km lange Ehlenzbach, der ein 27,9 km² großes hat.
Diagramm der Zuflüsse 
| Zuflüsse der Nims ab 5 km Länge                                   | Zuflüsse der Nims ab 5 km Länge | Zuflüsse der Nims ab 5 km Länge | Zuflüsse der Nims ab 5 km Länge | Zuflüsse der Nims ab 5 km Länge |
| ----------------------------------------------------------------- | ------------------------------- | ------------------------------- | ------------------------------- | ------------------------------- |
| Quelle                                                            |                                 |                                 |                                 |                                 |
| Schalkenbach                                                      | Schalkenbach                    |                                 | 8,3 km                          | 8,3 km                          |
| Altburger Bach                                                    | Altburger Bach                  |                                 | 6,1 km                          | 6,1 km                          |
| Thierbach                                                         | Thierbach                       |                                 | 8,3 km                          | 8,3 km                          |
| Johannesbach                                                      | Johannesbach                    |                                 | 5,9 km                          | 5,9 km                          |
| Balesfelder Bach                                                  | Balesfelder Bach                |                                 | 10,5 km                         | 10,5 km                         |
| Ehlenzbach                                                        | Ehlenzbach                      |                                 | 13,4 km                         | 13,4 km                         |
| Stedemerbach                                                      | Stedemerbach                    |                                 | 5,5 km                          | 5,5 km                          |
| Lambach                                                           | Lambach                         |                                 | 5,0 km                          | 5,0 km                          |
| Nußbach                                                           | Nußbach                         |                                 | 7,8 km                          | 7,8 km                          |
| Lammbach                                                          | Lammbach                        |                                 | 5,8 km                          | 5,8 km                          |
| Mündung – dunkelblau: linke Zuflüsse, hellblau: rechte Zuflüsse – |                                 |                                 |                                 |                                 |

### Orte
Die Nims durchfließt die Orte:
| - Rommersheim - Giesdorf - Schönecken - Nimsreuland - Lasel - Nimshuscheid (Mühle) | - Seffern - Bickendorf - Nattenheim (Mühle) - Rittersdorf - Bitburg (Stahl) - Birtlingen | - Messerich - Wolsfeld - Alsdorf (Eifel) - Niederweis - Irrel |

## Fauna
Bekannt ist die Nims für die Eifeler Wildbachforelle, die auf Grund niedrigen pH-Wertes und kalten Wassers bestens gedeiht.

## Verkehr
Durch den südlichen Abschnitt des Nimstals (Messerich bis Irrel) verlief die heute nicht mehr betriebene, zum Teil abgebaute Nims-Sauertalbahn. Zwischen Bickendorf und Seffern überspannt die 781 m lange Nimstalbrücke der Bundesautobahn 60 das Tal der Nims.

## Name
Die Nims wird bereits in römischer Zeit vom Dichter Decim(i)us Magnus Ausonius in seinem Werk "Mosella" als Nemesa erwähnt. Die wahrscheinlich nächste urkundliche Erwähnung des Flusses unter dem Namen Nimisa datiert aus dem Jahr 798 oder 799 („31. Jahr der Regierung Karls des Großen“).
Der Name ist vorgermanischer Herkunft (*Nemesa) und könnte sich vom keltischen Wort für Hain ableiten (vgl. gallisch nemēton „heiliger Hain“). Demnach wäre der Fluss nach der Tallandschaft benannt worden.